# Ala Gemelliana

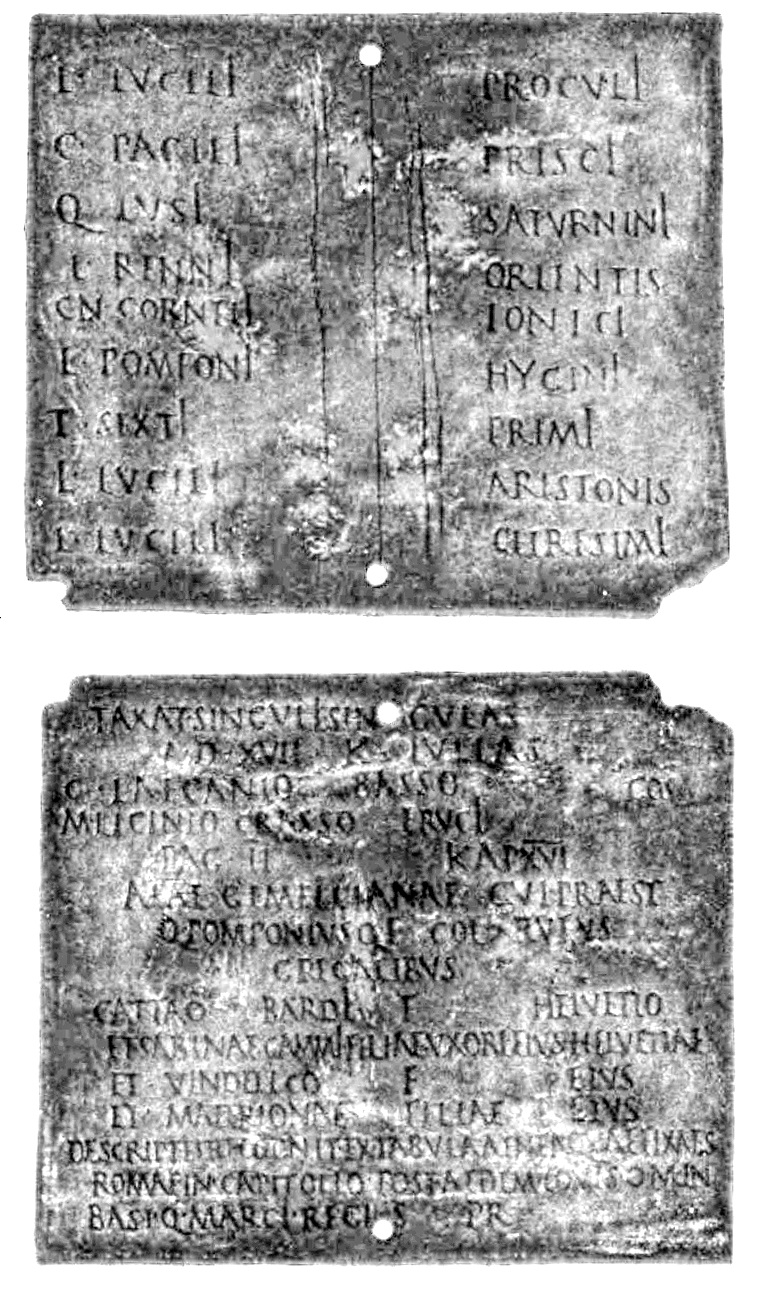
Das Militärdiplom von 64 n. Chr.

Die Ala Gemelliana [civium Romanorum] (deutsch Ala des Gemellus [der römischen Bürger]) war eine römische Auxiliareinheit. Sie ist durch Militärdiplome, Inschriften und Ziegelstempel belegt. 

## Namensbestandteile
- Ala: Die Ala war eine Reitereinheit der Auxiliartruppen in der römischen Armee.

- Gemelliana: des Gemellus. Einer der ersten Kommandeure war wahrscheinlich ein ansonsten unbekannter Gemellus, nach dem die Ala benannt wurde.

- civium Romanorum: der römischen Bürger. Den Soldaten der Einheit war das römische Bürgerrecht zu einem bestimmten Zeitpunkt verliehen worden. Für Soldaten, die nach diesem Zeitpunkt in die Einheit aufgenommen wurden, galt dies aber nicht. Sie erhielten das römische Bürgerrecht erst mit ihrem ehrenvollen Abschied (Honesta missio) nach 25 Dienstjahren. Der Zusatz kommt in den Militärdiplomen von 114/117 bis 156/157 vor.

Da es keine Hinweise auf den Namenszusatz milliaria (1000 Mann) gibt, war die Einheit eine Ala quingenaria. Die Sollstärke der Ala lag bei 480 Mann, bestehend aus 16 Turmae mit jeweils 30 Reitern.

## Geschichte
Die Ala war in den Provinzen Germania, Pannonia und Mauretania Tingitana (in dieser Reihenfolge) stationiert. Sie ist auf Militärdiplomen für die Jahre 64 bis 156/157 n. Chr. aufgeführt.
Die Einheit wurde wahrscheinlich im frühen 1. Jhd. n. Chr. aufgestellt, möglicherweise aber auch bereits vor der Zeitenwende. Sie war zunächst in der Provinz Germania stationiert. Unter Tiberius (14–37) oder Claudius (41–54) wurde sie nach Pannonia verlegt. Eine Verlegung in die Provinz Raetia zwischen 54 und 64 ist unsicher.
Zwischen 64 und 88 wurde die Ala in die Provinz Mauretania Tingitana verlegt, wo sie erstmals durch ein Diplom nachgewiesen ist, das auf 88 datiert ist. In dem Diplom wird die Ala als Teil der Truppen (siehe Römische Streitkräfte in Mauretania) aufgeführt, die in der Provinz stationiert waren. Weitere Diplome, die auf 104 bis 156/157 datiert sind, belegen die Einheit in derselben Provinz.

## Standorte
Standorte der Ala in Germania waren möglicherweise:
- Augst: Die Weihinschrift des Tiberius Claudius Andecamulus wurde in der Nähe von Augst bei Muttenz gefunden.[4][5]

Standorte der Ala in Mauretania Tingitana waren möglicherweise:
- Thamusida: Ziegel mit dem Stempel AL G wurden hier gefunden.[2]

## Angehörige der Ala
Folgende Angehörige der Ala sind bekannt:

### Kommandeure
| - [] Clemens: er wird auf einem Diplom von 153 (ZPE-197-243) als Kommandeur genannt. - [] Cluvius: er wird auf dem Diplom von 104 als Kommandeur genannt. - [] Paetus: er wird auf dem Diplom von 118 als Kommandeur genannt. | - M(arcus) [], ein Präfekt (AE 2009, 1795) - Quintus Pomponius Rufus: er wird auf dem Diplom von 64 als Kommandeur genannt. - Tiberius Claudius Iustus: er wird auf dem Diplom von 135 als Kommandeur genannt. |

### Sonstige
| - [?], ein Soldat: ein Diplom von 153 (ZPE-197-243) wurde für ihn ausgestellt. - Aemilius Flavus, ein Soldat: das Diplom von 135 wurde für ihn ausgestellt. - [Aqu]iloni, ein Veteran und ehemaliger Decurio (AE 1957, 60) - Cattaus, ein Soldat: das Diplom von 64 wurde für ihn ausgestellt. | - C(aius) Petronius, ein Veteran (AE 1909, 200) - M(arcus) Val(erius) Petao, ein Sesquiplicarius (CIL 8, 24635) - Tib(erius) Cl(audius) Andecamulus, ein Veteran und ehemaliger Decurio (AE 1992, 1277) - Valerius Severus, ein Reiter (AE 1951, 46) |